# Верхњи (острво у Псковском језеру)
Верхњи (рус. Верхний), раније Беловљево острво (рус. Остров им. Белова) највеће је од три острва у архипелагу Талапских острва смештеном у источном делу Псковског језера, на западу европског дела Руске Федерације. Острво административно припада Псковском рејону Псковске области.
Острво обухвата територију површине 0,85 км². Према подацима са пописа становништва 2010. на ту је живело свега 27 становника, а једино насеље на острву је село Беловљево Острво.
У совјетско време име острва је промењено у част једног совјетскиг револуционара Ивана Белова.